# Гагенбах
Гагенбах (нім. Hagenbach) — місто в Німеччині, розташоване в землі Рейнланд-Пфальц. Входить до складу району Гермерсгайм. Центр об'єднання громад Гагенбах.
Площа — 15,85 км2. Населення становить 5456 ос. (станом на 31 грудня 2020).